# Санту-Тірсу
Са́нту-Ті́рсу (порт. Santo Tirso; МФА: [ˈsɐ̃.tu ˈtiɾ.su]) — муніципалітет і місто в Португалії, в окрузі Порту. Розташований у північно-західній частині країни, на теренах історичної португальської провінції Дору-Міню. Належить до Портуської діоцезії Католицької церкви в Португалії. Права міського самоврядування має з 1834 року. Поділяється на 14 парафій. За адміністративним поділом, чинним до 1976 року, був складовою провінції Берегове Дору. Площа муніципалітету — 136,60 км², населення муніципалітету — 71530 ос. (2011); густота населення — 523,65 осіб/км²
. Патрон — Марія Магдалина. Святковий день муніципалітету — 11 липня. Поштовий індекс — 4780. Код місцевої адміністративної одиниці — 1314. Складова статистичного регіону Північ.

## Назва
- Санту-Тірсу (порт. Santo Tirso, стара орфографія: порт. Santo Thirso) — сучасна португальська назва.

## Географія
Санту-Тірсу розташоване на північному заході Португалії, на півночі округу Порту.
Санту-Тірсу межує на півночі з муніципалітетами Віла-Нова-де-Фамалікан і Гімарайнш, на північному сході — з муніципалітетом Візела, на сході — з муніципалітетом Лозада, на південному сході — з муніципалітетом Пасуш-де-Феррейра, на півдні — з муніципалітетом Валонгу, на південному заході — з муніципалітетом Мая, на заході — з муніципалітетом Трофа.

## Населення
| Кількість мешканців | Кількість мешканців | Кількість мешканців | Кількість мешканців | Кількість мешканців | Кількість мешканців | Кількість мешканців | Кількість мешканців | Кількість мешканців | Кількість мешканців | Кількість мешканців | Кількість мешканців | Кількість мешканців | Кількість мешканців | Кількість мешканців | Кількість мешканців |
| ------------------- | ------------------- | ------------------- | ------------------- | ------------------- | ------------------- | ------------------- | ------------------- | ------------------- | ------------------- | ------------------- | ------------------- | ------------------- | ------------------- | ------------------- | ------------------- |
| 1864                | 1878                | 1890                | 1900                | 1911                | 1920                | 1930                | 1940                | 1950                | 1960                | 1970                | 1981                | 1991                | 2001                | 2011                |                     |
| 22 526              | 23 347              | 25 610              | 28 371              | 33 288              | 35 234              | 41 078              | 51 755              | 63 389              | 77 130              | 79 855              | 93 482              | 102 593             | 72 396              | 71 530              |                     |

## Персоналії
- Росендо (907—977) — леонський військовий і державний діяч, монах-бенедиктинець, абат, католицький святий.